# Апатиты I
Апатиты I — одна из шести расположенных в городской черте Апатитов станций (другие Верхняя, Нижняя, 1268 км, Апатиты II и Апатиты III).

## История
Открыта в 1916 году при постройке Октябрьской железной дороги как разъезд Белый. В 1930 году построена ветвь до Хибинских месторождений, переименована в станцию Апатиты. В 1935 году началась электрификация станции. В 1939 году открылся маршрут электрички до станции Кировск-Мурманский. В 1950-х годах была предпринята попытка построить железнодорожную ветвь на восток до Островного и Поноя. В 1996 году пассажирсие перевозки до Кировска прекратились.

## О станции
Станция обладает более чем 15 путями, среди которых 3 — пассажирских и расположены у платформ.
Имеет три направления: в сторону Оленегорска, в сторону Кандалакши и в сторону Титана и Хибинских месторождений (только грузовое). Также пути ведут в промышленный район города к станции Апатиты II, расположенной недалеко от ТЭЦ. Большинство перевозимого груза на станции: апатит, апатитовая руда, уголь для Апатитской ТЭЦ и грузы идущие из Мурманска в сторону Санкт-Петербурга. В сторону Кандалакши идёт двухпутный участок, в сторону Мурманска - однопутный.

## Железнодорожный вокзал
| 6367 | Мурманск — Апатиты   |
| 6368 | Апатиты — Мурманск   |
| 6341 | Апатиты — Кандалакша |
| 6342 | Кандалакша — Апатиты |

## Дальнее следование по станции
| Круглогодичное обращение поездов | Круглогодичное обращение поездов | Круглогодичное обращение поездов | Круглогодичное обращение поездов |
| № поезда                         | Маршрут движения                 | № поезда                         | Маршрут движения                 |
| -------------------------------- | -------------------------------- | -------------------------------- | -------------------------------- |
| 15 "Арктика"                     | Мурманск — Москва                | 16 "Арктика"                     | Москва — Мурманск                |
| 21                               | Мурманск — Санкт-Петербург       | 22                               | Санкт-Петербург — Мурманск       |
| 65                               | Мурманск — Минск                 | 66                               | Минск — Мурманск                 |
| 91                               | Мурманск — Москва                | 92                               | Москва — Мурманск                |
| 373                              | Мурманск — Вологда               | 374                              | Вологда — Мурманск               |

| Сезонное обращение поездов | Сезонное обращение поездов | Сезонное обращение поездов | Сезонное обращение поездов |
| № поезда                   | Маршрут движения           | № поезда                   | Маршрут движения           |
| -------------------------- | -------------------------- | -------------------------- | -------------------------- |
| 225                        | Мурманск — Адлер           | 226                        | Адлер — Мурманск           |
| 241                        | Мурманск — Москва          | 242                        | Москва — Мурманск          |
| 285                        | Мурманск — Новороссийск    | 286                        | Новороссийск — Мурманск    |
| 293                        | Мурманск — Анапа           | 294                        | Анапа — Мурманск           |